# 筑紫惟門
筑紫 惟門（つくし これかど）は、戦国時代の武将。

## 出自
筑紫氏は足利直冬の末裔とも少弐氏の庶流ともいう。筑前国・肥前国にかけて勢力を築いた大身。
室町・戦国期の筑紫氏の系図は諸説あり、詳細不明な点が多い。

## 略歴
天文2年（1533年）2月、大内義隆の家臣・陶興房の筑前侵攻の際、大内氏に降伏した。
弘治3年（1557年）、大内氏が滅亡すると大友氏の影響下に置かれるが、北九州にまで勢力を及ぼしてきた毛利元就に通じ秋月文種と共に挙兵する。しかし、これは失敗に終わり、文種は自刃、惟門は嫡男・広門らと共に山口へ逃走した。その後、毛利家の支援の下、元の所領に帰った。
永禄2年（1559年）と永禄7年（1564年）に大友軍と筑前侍島で交戦し、二度の戦いにいずれも釣り野伏せのような戦術を使って、一回目は問註所鑑晴、佐藤刑部、星野鑑泰、犬塚尚家、田尻種廉、田尻種増、田尻種任、麦生民部兄弟など、二回目は問註所鑑豊と小河鑑昌ら筑後の国人衆を先後撃ち取り、大友軍を撃退した。。
永禄10年（1567年）、高橋鑑種や原田了栄、秋月種実、宗像氏貞らと共に挙兵し、再び大友氏と侍島や山上城で交戦したが、大友家臣・斎藤鎮実の攻撃を受けてもまた釣り野伏せのような戦術を使って二百余の死傷を与えるものの、最終的には家督を子の広門に譲って自害した形で、降伏の願いと人質の筑紫栄門を出して、大友軍に屈服した。